# NOVEC
NOVEC (Nederlandse Opstelpunten voor Ethercommunicatie) is de grootste onafhankelijke aanbieder van telecominfrastructuur in Nederland. Het bedrijf biedt telecomproviders een landelijk dekkend netwerk aan telecommasten en stelt beschikbare mastruimte ter beschikking aan marktpartijen. NOVEC ontstond begin 2005 uit de splitsing van Nozema, de Nederlandsche Omroep-Zendermaatschappij. Sinds medio februari 2007 is NOVEC voor 100% eigendom van staatsdeelneming TenneT Holding B.V. De aandelen van TenneT zijn volledig in handen van de Nederlandse Staat.
Sinds 2018 is NOVEC ook actief in Duitsland als aanbieder voor antenneopstelpunten.

## Dienstverlening
NOVEC beheert en exploiteert ruim 2.000 masten telecommasten en hoogspanningsmasten verspreid over heel Nederland, zowel in stedelijke als landelijke gebieden. Daarnaast is NOVEC onafhankelijk van de telecomoperators en biedt het telecominfrastructuur aan die voor iedereen toegankelijk is.
Met dochteronderneming BinnenBereik biedt NOVEC ook oplossingen voor indoornetwerken.
De telecommasten die NOVEC beheert, zijn ondergebracht bij de Open Tower Company (OTC). NOVEC heeft 25% van de aandelen in OTC, de overige 75% van de aandelen is in handen van APG, de pensioenuitvoerder van onder andere het ABP.